# Elachertus nigromaculatus
Elachertus nigromaculatus är en stekelart som först beskrevs av Jean Risbec 1951.  Elachertus nigromaculatus ingår i släktet Elachertus och familjen finglanssteklar. Inga underarter finns listade i Catalogue of Life.